# Rónald Marín
Rónald Marín Duran (1962. november 2. – ) Costa Rica-i válogatott labdarúgó. 

## Pályafutása

### Klubcsapatban
1985 és 1992 között a Herediano játékosa volt, melynek tagjaként két bajnoki címet (1985, 1987) szerzett. 1992 és 1994 között a Cartaginés együttesében játszott és 1994-ben megnyerte a CONCACAF-bajnokok kupáját. 1994 és 1995 között az Alajuelensét erősítette.

### A válogatottban
1989 és 1990 között 4 alkalommal szerepelt az Costa Rica-i válogatottban. Részt vett az 1990-es világbajnokságon, de nem lépett pályára egyetlen mérkőzésen sem.

## Sikerei, díjai
CS Herediano
- Costa Rica-i bajnok (2): 1985, 1987

Cartaginés
- CONCACAF-bajnokok kupája győztes (1): 1994